# Doylestown (Pensilvânia)
Doylestown é um distrito localizado no estado norte-americano de Pensilvânia, no Condado de Bucks.
É a cidade natal da cantora Pink.

## Demografia
Segundo o censo norte-americano de 2000, a sua população era de 8227 habitantes.
Em 2006, foi estimada uma população de 8211, um decréscimo de 16 (-0.2%).

## Geografia
De acordo com o United States Census Bureau tem uma área de
5,6 km², dos quais 5,6 km² cobertos por terra e 0,0 km² cobertos por água. Doylestown localiza-se a aproximadamente 100 m acima do nível do mar.

## Localidades na vizinhança
O diagrama seguinte representa as localidades num raio de 12 km ao redor de Doylestown.